# Theodore Hook
Theodore Edward Hook (22 de setembro de 1788 – 24 de agosto de 1841), foi um escritor britânico. Nascido em Londres, era filho do compositor e organista James Hook. E por um breve período um funcionário público nas Maurícias. Ele é mais conhecido por suas piadas, particularmente a farsa da Berners Street em 1810. O primeiro cartão-postal do mundo foi recebido por Hook em 1840; ele provavelmente postou para si mesmo.

## Biografia

### Juventude
Hook nasceu em Charlotte Street, Bedford Square, Londres. Seu pai, James Hook (1746-1827), foi um compositor; seu irmão mais velho, também chamado de James Hook, tornou-se reitor de Worcester.
Ele passou um ano na Harrow School e posteriormente se matriculou na Universidade de Oxford. O pai deleitava-se em exibir os dons musicais e métricos do menino. Aos 16 anos, junto com seu pai, ele alcançou um sucesso dramático com The Soldier's Return, uma ópera cômica, que seguiu com uma série de aventuras populares com John Liston e Charles Mathews, incluindo Tekeli.
Hook então se tornou um playboy e brincalhão mais conhecido pela farsa da Berners Street em 1810, na qual arranjou dezenas de comerciantes e notáveis como o Lord Mayor de Londres, o Governador do Banco da Inglaterra, o Presidente do East India Company e o duque de Gloucester vão visitar a Sra. Tottenham em 54 Berners Street para ganhar uma aposta de que ele poderia transformar qualquer casa em Londres no endereço mais comentado em uma semana.

### Carreira
Ele fixou residência em St Mary Hall, Oxford University, saindo após dois períodos para retomar sua vida anterior. Seu dom de improvisar canções encantou o príncipe regente a uma declaração de que algo deve ser feito por Hook, que foi nomeado contador-geral e tesoureiro das Maurícias com um salário de £ 2 000 por ano. Hook foi a vida e a alma da ilha desde sua chegada em outubro de 1813, mas um desfalque grave foi descoberta nas contas do Tesouro em 1817, quando ele foi preso e levado para a Inglaterra sob acusação criminal. Uma quantia de cerca de £ 12 000 foi recolhida por um suboficial e Hook foi considerado o responsável.
Durante o escrutínio do conselho fiscal, ele viveu obscuramente e se manteve escrevendo para revistas e jornais. Em 1820, lançou o jornal John Bull, o campeão do alto Toryismo e o virulento detrator da Rainha Carolina. Críticas espirituosas e invectivas impiedosas garantiram uma grande circulação e Hook obteve, pelo menos no primeiro ano, uma renda de £ 2 000. No entanto, foi preso pela segunda vez por conta de sua dívida para com o Estado, que não fez nenhum esforço para saldar.
Enquanto estava confinado em um local temporário para devedores de 1823 a 1825, ele escreveu os nove volumes de histórias coletadas posteriormente sob o título de Sayings and Doings (1824-1828). No início da década de 1820, ele ajudou o cantor Michael Kelly a compilar suas Reminiscências, que incluem detalhes do trabalho com Mozart. Nos 23 anos restantes de sua vida, ele publicou 38 volumes, além de artigos e esboços. Seus romances têm passagens frequentes de narrativas picantes e retratos vívidos. Eles incluem Maxwell (1830), um retrato de seu amigo, o Reverendo E. Cannon; Love and Pride (1833); o autobiográfico Gilbert Gurney (1835) e Gurney Married (1838); Jack Brag (1837) e Peregrine Bunce (1842). Ele não terminou um trabalho biográfico sobre Charles Mathews. Seu último romance foi Nascimentos, Casamentos e Mortes (1839).
O cartão postal mais antigo do mundo foi enviado para Hook em 1840. Com um selo preto de um centavo, Hook provavelmente criou e postou o cartão para si mesmo como uma piada no serviço postal, já que a imagem é uma caricatura de trabalhadores nos correios. Em 2002, o cartão postal foi vendido por um recorde de £ 31 750.

### Últimos anos e morte
O trabalho já havia começado a afetar sua saúde quando Hook voltou aos velhos hábitos e uma prolongada tentativa de combinar diligência e dissipação resultou na confissão de que ele estava acabado financeiramente e também na mente e no corpo. Ele morreu em casa em Fulham em 24 de agosto de 1841. Sua propriedade foi confiscada pelo Tesouro. Ele nunca se casou, mas viveu com Mary Anne Doughty, que lhe deu seis filhos.
Hook é lembrado como uma das figuras mais brilhantes da época georgiana. Ele inspirou os personagens de Lucian Gay, no romance Coningsby, de Benjamin Disraeli, e do Sr. Wagg, no Vanity Fair, de Thackeray. Coleridge elogiou-o como "um gênio tão verdadeiro quanto Dante".